# Geopost
Geopost (ehemals DPDgroup) ist eine Unternehmensgruppe internationaler Kurier-Express-Paket-Dienstleister unter dem Dach der französischen La Poste mit Sitz in Issy-les-Moulineaux. Die Unternehmen der Gruppe sowie zugehörige Franchisenehmer transportieren unter den Marken DPD, Chronopost (Frankreich), SEUR (Spanien) und BRT (Italien) national und international Standard- und Expresspakete. Geopost versendet weltweit und bezeichnet sich als den größten Paketlieferanten in Europa.

## Geschichte

Ehemaliges Unternehmenslogo

Markenlogo DPD

Ehemaliges DPD-Logo

1976 wurde von 18 führenden deutschen Speditionen der DPD Deutscher Paketdienst gegründet, darunter die Honold Logistik Gruppe (Neu-Ulm), Hellmann (Osnabrück), Zufall (Göttingen), Streck Transport (Lörrach), Cordes & Simon (Hagen), TTF (Flensburg), Denkhaus (Koblenz) und Zeitfracht (Berlin). Allein im Gründungsjahr wurden in Deutschland über 1,4 Millionen Pakete transportiert, was sich bis 2012 auf täglich 2,5 Millionen Pakete steigerte.
Die französische Postgesellschaft La Poste erwarb 1999 insgesamt 83,32 % von DPD Deutscher Paketdienst und gliederte diese 2001 in ihr Tochterunternehmen Geopost ein, das seit 2016 alleiniger Gesellschafter von DPD ist. Das Akronym DPD wurde bei der Übernahme beibehalten und 2006 auf die einzelnen staatsspezifischen Niederlassungen von Geopost ausgebaut.
Seit 2012 transportieren das Unternehmen sowie seine Franchise-Partner in allen europäischen Staaten nach eigenen Angaben klimaneutral. Zum Beispiel werden in verschiedenen Städten mit elektrisch angetriebenem Lastenrad Pakete zugestellt und batteriebetriebene VW Crafter eingesetzt.
2015 gründete Geopost den Markennamen DPDgroup für die weltweite Bezeichnung der einzelnen Niederlassungen. Des Weiteren ging im selben Jahr das Unternehmen mit der PostNord einen tiefergehenden Kooperationsvertrag ein, damit werden Sendungen in Dänemark, Schweden, Norwegen und Finnland seitdem mithilfe PostNord in Verwendung des DPD-Logos verteilt.
2018 wurde die Mehrheit am Paketdienstleister Ninja Van übernommen und ist damit auch in mehreren Staaten in Südostasien vertreten.
2019 gab Geopost bekannt, die Belieferung der letzten Meile vom größten privaten Paketdienstleister Geis Gruppe in Tschechien sowie in der Slowakei übernehmen zu wollen. Beide Unternehmen wollen zukünftig enger zusammenarbeiten.
Anfang 2020 übernahm der langjährige Geschäftsführer von DPD Deutschland, Boris Winkelmann, den Vorstandsvorsitz der DPD Group in der französischen Hauptstadt und wurde zugleich „Executive Vice President“ der Zwischenholding Geopost. Er trat damit die Nachfolge von Paul-Marie Chavanne an und ist somit der erste Deutsche an der Spitze der Unternehmensgruppe. Nachfolger bei DPD Deutschland wurde Eric Malitzke.
2020 wurden die Paketdienstleister BRT in Italien sowie Jadlog in Brasilien vollständig in die Gruppe integriert. Im Jahr 2021 wurde die Mehrheit von Speedy AD in Bulgarien und DPD Rumänien, TIPSA in Spanien und Fast+Furious in Südafrika übernommen.
Nach Winkelmanns Tod am 15. Dezember 2021 wurde zunächst interimsmäßig Yves Delmas, seit 1988 für die französische Post tätig, als dessen Nachfolger benannt. Im selben Jahr erwirtschaftete die DPDgroup einen Umsatz von 14,7 Mrd. € beim Versenden von 2,1 Mrd. Paketen weltweit. Dabei arbeiteten für die Marke nach eigenen Angaben insgesamt 120.000 Mitarbeiter.
Am 11. Mai 2022 gab Yves Delmas bekannt, dass die Geopost aufgrund des russischen Überfalls auf die Ukraine alle Geschäftsaktivitäten durch eine Eigentumsübertragung des russischen Ablegers einstellen wird. Zuvor war gegenüber der Nachrichtenagentur Thomson Reuters noch vom Festhalten am russischen Geschäft die Rede.
Am 5. März 2022 bestätigte Philippe Wahl, Chairman und CEO der La Poste Gruppe sowie Chairman des Board of Directors von Geopost, Yves Delmas als CEO von Geopost sowie Executive Vice President der La Poste Gruppe.
Im Jahr 2023 gab Geopost seine Dachmarke DPDgroup auf.

## Unternehmen

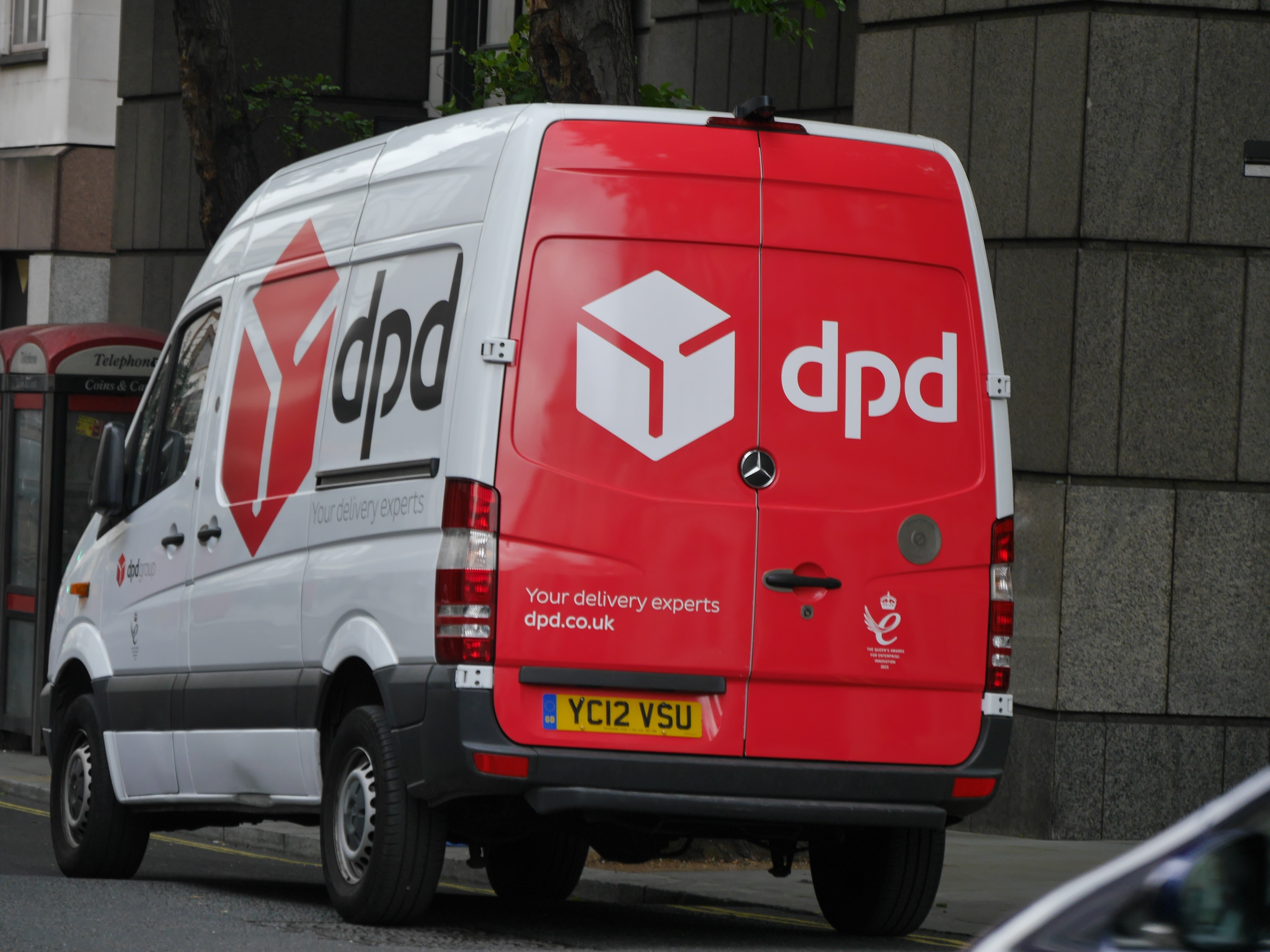
DPD-Lieferwagen in London

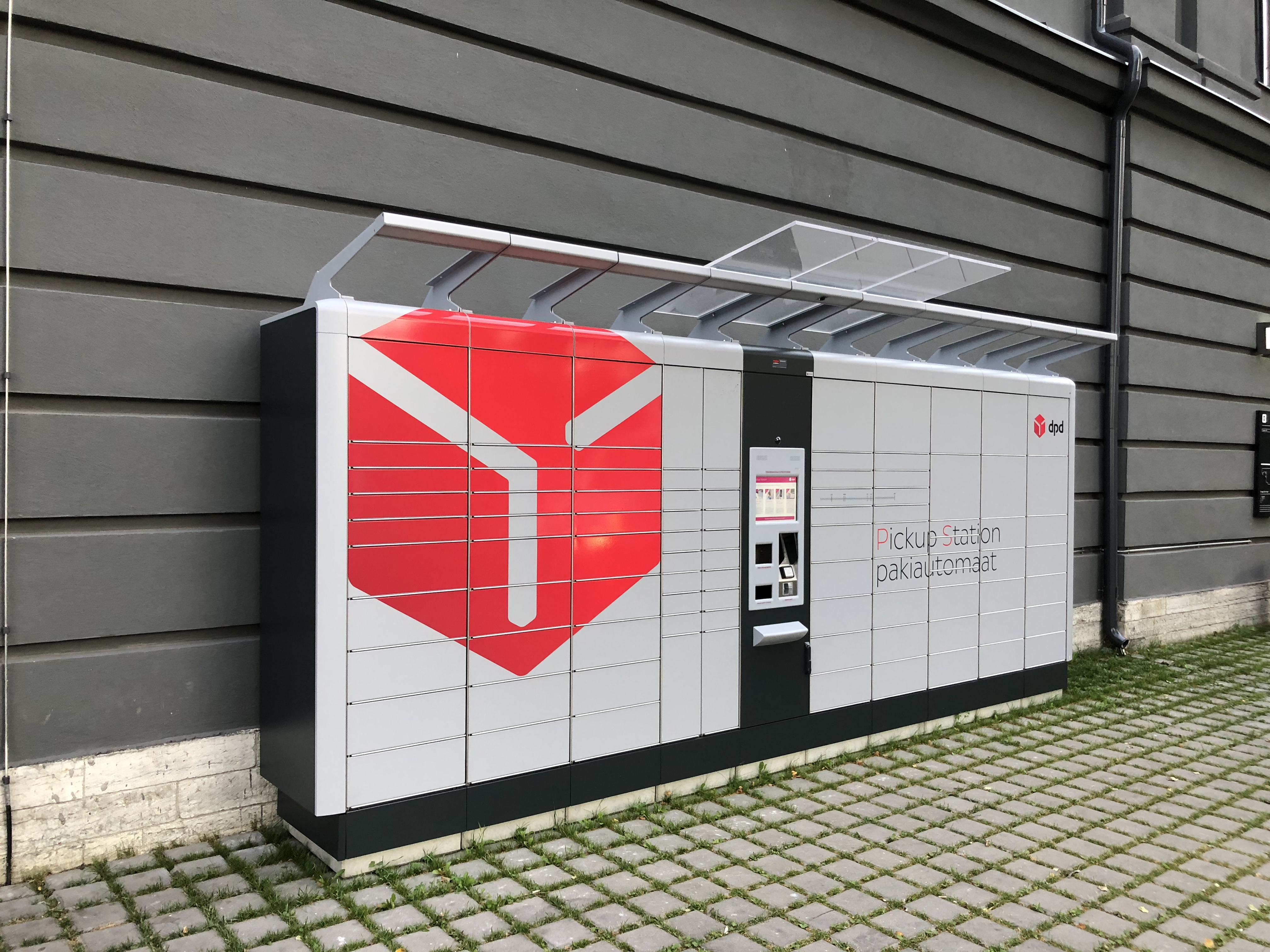
DPD-Paketautomat in Tallinn

Zur Durchführung ihrer Aufgaben setzt die Unternehmensgruppe auf unterschiedliche Kooperationsmodelle. Dabei werden sowohl Franchisenehmer ohne Beteiligung durch einen DPD-Gesellschafter als auch solche mit unmittelbarer Verflechtung in das System integriert.
Kleinversender können Pakete bis maximal 20 kg in DPD-Paketshops (genannt: Pickup-Shops) innerhalb der EU versenden oder eine Abholung beauftragen. Unternehmen können eine werktägliche Abholung einrichten lassen. Dabei wird mit maximal drei Zustellversuchen beim Empfänger ausgeliefert. Dieser hat die Möglichkeit, durch eine Anwendung namens Predict alternative Zustellmöglichkeiten oder Abstellgenehmigungen anzugeben oder es auch direkt an einen Paketshop zur Abholung liefern zu lassen. Dies wird zusätzlich beim Empfänger durch eine Kartendarstellung per E-Mail angezeigt.
Durch die Eingliederung in die Geopost-Gesellschaft wuchs die Gruppe stetig und ist durch Partnerschaften oder Aufkäufe von Franchise-Partnern an immer mehr Standorten weltweit vertreten. Hierzu gehören folgende Unternehmen:
- Geopost SA, Paris
- GeoPost International Management Holding GmbH, Aschaffenburg
  - Armadillo Holding GmbH, Aschaffenburg
  - DPD iloxx eService GmbH, Nürnberg
  - GeoPost Iberica GmbH, Osnabrück
  - Direct Parcel Distribution (Austria) GmbH, Leopoldsdorf Österreich
  - DPD (Belgium) N.V., Mechelen, Belgien
  - TD Express Services SARL, Roderen Frankreich
  - DPD Polska Sp. z o.o., Warschau Polen
    - Air Cargo Poland Sp. z o.o., Warschau
    - DPD Strefa Paczki

  - DPD (Schweiz) AG, Buchs Schweiz
  - GeoPost Yurtici Kargo Servisi A.S., Istanbul Türkei
  - Closed Joint Stock Company DPD Ukraine, Kiew Ukraine
  - Direct Parcel Distribution (Luxembourg) SARL, Bettembourg Luxemburg
  - Direct Parcel Distribution CZ s.r.o., Prag Tschechien
  - DPD Bel Foreign Limited Liability Company (FLLC), Minsk, Belarus
  - DPD (Nederland) B.V., Oirschot, Niederlande
  - DPD Kazakhstan LLC, Almaty, Kasachstan
  - Forwarder Line Logistik
  - JSC Armadillo Business Parcel, Moskau Russland
  - DPD Deutschland GmbH, Aschaffenburg
    - DPDgroup International Services GmbH & Co. KG, Aschaffenburg
      - DPD Deutscher Paket Dienst Management GmbH, Aschaffenburg
      - DPD Service GmbH[23]

    - ParcelLock GmbH, Eschborn
    - Tiramizoo GmbH, München

## DPD Austria
Die DPD Direct Parcel Distribution Austria GmbH (ehemals: APS-Austria Paket System) wurde 1988 gegründet und ist Österreichs führender privater Paketdienst. DPD Austria gehört dabei den Speditionen Gebrüder Weiss, Lagermax und Schachinger Logistik und bedient sich auch derer Netzwerke für ihre Dienstleistungen. 2020 versendeten 1700 Mitarbeiter des Unternehmens nach eigenen Angaben insgesamt 57 Millionen Pakete innerhalb Österreichs sowie auch ins Ausland.
Im Februar 2021 leitete die Post-Control-Kommission (PCK) auf Betreiben der Kammer für Arbeiter und Angestellte ein Aufsichtsverfahren aufgrund steigender Anzahl an Beschwerden bezüglich Direktzustellung von Paketen in einen Paketshop ein. Die Kammer für Arbeiter und Angestellte rief öffentlich dazu auf, deshalb Beschwerde bei der Regulierungsbehörde einzulegen. Im März 2021 wurde das Aufsichtsverfahren größtenteils wieder eingestellt. Der erhobene Kernvorwurf der systematisch mangelhaften Zustellung wurde damit laut Unternehmen entkräftet. DPD Austria schlug im Dezember 2020 an Spitzentagen bis zu 400.000 Pakete täglich um.

## DPD Deutschland
Die DPD Deutschland GmbH (bis August 2017: DPD GeoPost (Deutschland) GmbH) ist ein deutscher Paket- und Expressdienstleister mit Sitz in Aschaffenburg, der zur Geopost gehört. Jährlich transportiert DPD Deutschland 375 Millionen Pakete, ein Drittel davon an private Empfänger. Dadurch ist das Unternehmen der zweitgrößte Dienstleister für Lieferungen in Deutschland.
Deutschlandweit hat DPD insgesamt 79 Paketsortierzentren und 9.600 Mitarbeiter sowie 12.000 Zusteller im Einsatz. In 7.700 Paketshops innerhalb Deutschlands können Pakete abgeholt oder zum Versand durch DPD abgegeben werden.
2011 hat DPD als erster Paketdienstleister in Deutschland eine Vorankündigung für Pakete unter den Namen „FlexZustellung“ eingeführt. Das Produkt kündigte dabei die Paketzustellung am Vortag an, nannte am Liefertag ein dreistündiges Zustellfenster und bot zudem die Option, den Lieferzeitraum zu verschieben. Sukzessive wurde das Angebot um weitere Optionen ergänzt, darunter die Umleitung an einen Paketshop.
Im Juli 2014 wurde „FlexZustellung“ in „Predict“ umbenannt. Damit einher ging ein neues Zeitfenster von einer Stunde als Ankündigung sowie die Einführung der Paketverfolgung via Live-Tracking – zu dem Zeitpunkt ein Alleinstellungsmerkmal innerhalb der Paketbranche.
Im August 2013 wurde DPD Anteilseigner an der Same-Day-Delivery-Plattform Tiramizoo.
Anfang Dezember 2016 wurde in Zusammenarbeit mit Stiftung Hilfe mit Plan eine Tochtergesellschaft der Plan International, die DPD-Stiftung zur Unterstützung von Bildungschancen für Kinder gegründet.
Im Jahr 2021 wurde mit dem Rundfunksender Driver’s Radio eine Sponsoring-Partnerschaft bis zum Jahr 2023 vereinbart.
DPD kündigte am 7. Dezember 2023 an, in den nächsten zwei Jahren bis zu 1.400 von 9.600 Stellen abbauen zu wollen.

## Kritik
- 2010 wurde in einem Test der Stiftung Warentest der Paketdienst mit „befriedigend“ bewertet. Kritisiert wurden dabei der Kundenservice sowie der Versand der Ware.[36] Der Test wurde 2014 wiederholt mit dem gleichen Ergebnis, allerdings soll die Laufzeit der Pakete verkürzt worden sein.[37] Auch bei einem weiteren Test im Jahr 2022 lautete die Endnote wieder „befriedigend“.[38]
- 2012 wurde das Outsourcing des Logistikzentrums in Duisburg aufgrund des Engagements des DPD-Betriebsrates Tahir Sogukkan rückgängig gemacht.[39][40]
- Günter Wallraff prangerte die Arbeitsbedingungen bei Paketdiensten 2014 in Die Lastenträger an.[41]